# Cleome polyanthera
Cleome polyanthera är en paradisblomsterväxtart som beskrevs av Georg August Schweinfurth, Amp; Gilg och Ernest Friedrich Gilg. Cleome polyanthera ingår i släktet paradisblomstersläktet, och familjen paradisblomsterväxter. Inga underarter finns listade i Catalogue of Life.